# Trận Bắc Ninh (1884)
Trận Bắc Ninh hay Trận Pháp đánh thành Bắc Ninh là một phần của cuộc chiến tranh Pháp-Việt 1858-1884 diễn ra từ ngày 7 tháng 3 năm 1884 và kết thúc vào ngày 12 tháng 3 cùng năm. Đây là trận đánh lớn thứ hai, sau trận thành Sơn Tây, do quân đội Pháp tổ chức tấn công nhằm hoàn thành gấp công cuộc thống trị và bảo hộ Việt Nam của chính phủ Pháp.

## Bắc Ninh

### Tỉnh Bắc Ninh
Tỉnh Bắc Ninh là cửa ngõ của cố đô Thăng Long, là vùng đất trung chuyển giữa kinh đô xưa với miền địa đầu giáp giới Trung Quốc. Do có đường quốc lộ lên ải Bắc chạy qua, nên vị trí quân sự của Bắc Ninh cực kỳ hệ trọng. Năm 1831 trấn Bắc Ninh đổi thành tỉnh Bắc Ninh. Khi đó, đây là một tỉnh rất lớn bao gồm toàn bộ Bắc Ninh hiện nay, gần hết Bắc Giang, một phần Hà Nội, một phần Vĩnh Phúc và một ít của Lạng Sơn, chia thành 20 huyện: Đông Ngàn, Tiên Du, Yên Phong, Quế Dương, Võ Giàng, Siêu Loại, Gia Bình, Lang Tài, Văn Giang, Gia Lâm, Thiên Phúc, Hiệp Hòa, Kim Anh, Phượng Nhãn, Bảo Lộc, Lục Ngạn, Yên Thế, Hữu Lũng, Yên Dũng, Việt Yên.
Ngay từ cuối thế kỷ 17 các giáo sĩ phương Tây đã xâm nhập và coi Bắc Ninh là địa phận đầu mối của công cuộc truyền giáo ở miền Đông xứ Bắc Kỳ. Tháng 8 năm 1872 Jean Dupuis đã ngược sông Cầu đến vùng Đáp Cầu, Thổ Hà để khẳng định con đường thuận lợi từ biển thông với con sông Hồng. Hai tháng sau Đại tá Sénès cũng đã theo dòng sông Đuống vào Bắc Ninh. Giữa năm 1882 viên lãnh sự Pháp ở Hà Nội và viên chưởng lý Aumoitte đã tới Bắc Ninh để chuẩn bị cho những kế hoạch quân sự ở Bắc Kỳ và đưa ra nhận xét "Thành Bắc Ninh không quan trọng về mặt buôn bán nhưng nó là một địa điểm được lựa chọn tốt chi phối các con đường Thái Nguyên, Lạng Sơn và Hải Dương".

### Thành Bắc Ninh

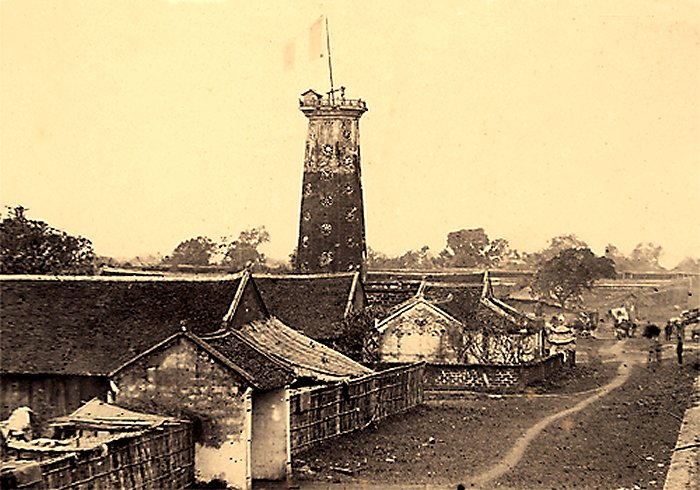
Bên trong thành cổ Bắc Ninh, nơi có cột cờ và kho gạo của thành.

Trấn lỵ của trấn Bắc Ninh trước kia ở xã Đáp Cầu thuộc huyện Võ Giàng. Tháng 2 năm Giáp Tý (1804), vua Gia Long cho dời trấn lỵ cũ đến xã Lỗi Đình thuộc huyện Tiên Du.
Lúc đầu, thành Bắc Ninh chỉ được đắp bằng đất, cho tới năm Minh Mạng thứ 6 (1825), thành được xây lại bằng đá ong và cuối cùng xây lại bằng gạch vào thời Thiệu Trị (1841). Thành xây tại chỗ giáp giới của 3 xã thuộc 3 huyện là Đỗ Xá (huyện Võ Giàng), Khúc Toại (huyện Yên Phong) và Lỗi Đình (huyện Tiên Du).
Thành Bắc Ninh được xây dựng theo đồ án "hình sáu cạnh". Theo hệ đo lường cổ Việt Nam, thì thành chu vi 532 trượng 3 thước 2 tấc. Tường gạch cao 9 thước. Xung quanh có hào rộng 4 trượng sâu 5 thước. Thành có 4 cửa mỗi cửa đều có cầu đi qua hào. Ở sáu góc thành đều có pháo đài nhô ra ngoài, theo kiểu dáng điển hình Vauban. Đây rõ ràng là một thành lớn sau thành Hà Nội, chứng tỏ sự quan tâm nhiều của triều Nguyễn đối với tầm quan trọng mọi mặt của đất Bắc Ninh.
Thành Bắc Ninh có tọa độ là 21010'59" N và 106003'34" E .

### Lực lượng đôi bên
Thành Bắc Ninh là một căn cứ tập trung khá đông quân đội Việt và quân đội Thanh. Tổng chỉ huy quân Thanh là Từ Diên Húc (徐延旭), tổng đốc Quảng Tây. Do già yếu nên Từ Diên Húc đóng ở Lạng Sơn, giao quyền chỉ huy quân Thanh cho các thuộc tướng của mình là Hoàng Quế Lan (黃桂蘭) và Triệu Ốc (趙沃). Hai tướng Hoàng và Triệu là các tướng dày dặn kinh nghiệm của các đạo quân An Huy và Hồ Nam, nhưng lại kình địch và không phối hợp với nhau. Tổng số quân Thanh lên đến 20.000 quân, nửa đóng dọc đường cái quan về hướng tây nam thành Bắc Ninh. Nửa còn lại đóng ở phía đông trên bình nguyên Trung Sơn và Đáp Cầu, phòng ngự hướng nam và nhìn ra bến sông đi Thái Nguyên và Lạng Sơn tại Phú Cẩm và Đáp Cầu.
Trước thất bại vừa rồi trong trận thành Sơn Tây, Tổng đốc Bắc Ninh là Trương Quang Đản nao núng, nên ông cho rút quân ra khỏi thành về đóng ở huyện Tiên Du. Cho nên lúc bấy giờ ở ngoại vi thành chỉ có tướng nhà Thanh là Triệu Ốc trấn giữ, ở trong thành chỉ có Bố chính Nguyễn Tu, Án sát Nguyễn Ngọc Trân cùng 10.000 quân Thanh do Thống lĩnh Hoàng Quế Lan chỉ huy.
Phía quân Pháp có cả thảy 16.300 quân, 55 khẩu đại bác và 6 tàu chiến. Đặc biệt, là lần này có thêm một công cụ mới để điều tra quan sát trận địa đó là chiếc khí cầu. Lực lượng quân viễn chinh Pháp tập trung cho trận này là lực lượng lớn nhất kể từ trước tới nay trong chiến dịch Bắc Kỳ. Sau khi để lại một lực lượng đồn trú, tướng Millot giao cho mỗi lữ đoàn trưởng của mình hai trung đoàn, mỗi trung đoàn gồm ba tiểu đoàn bộ binh. Theo nguyên tắc, ông không được thành lập các tiểu đoàn hỗn hợp lính hải quân đánh bộ, lính Bắc Phi và lính nội địa Pháp, nên ông phải thành lập một trung đoàn lính hải quân đánh bộ, hai trung đoàn Bắc Phi, và một trung đoàn Pháp. Một trung đoàn lính Bắc Phi gồm ba tiểu đoàn lính bộ binh người Algeria, trong khi trung đoàn kia gồm các đơn vị lính người Âu thuộc quân Lê Dương và bộ binh nhẹ châu Phi. Bốn trung đoàn này được chỉ huy bởi các trung tá Lieutenant-Colonels Bertaux-Levillain, Belin, Duchesne và Defoy. Ngoài ra mỗi lữ đoàn còn có một tiểu đoàn lính thủy vũ trang (fusiliers-marins), được chỉ huy bởi các thuyền trưởng Laguerre và de Beaumont.

## Diễn biến

### Trước trận đánh
Ngày 16 tháng 12 năm 1883, quân Pháp đánh chiếm được thành Sơn Tây. Hai ngày sau (18 tháng 12) ở Paris, nghị viện Pháp đã phấn khởi gửi thêm 7.000 quân, cấp 17 triệu quan và còn cho vay thêm 3 triệu nữa, để hoàn thành gấp công cuộc thống trị và bảo hộ ở Việt Nam.
Giữa năm 1882 quân đội Mãn Thanh cũng tràn đến Bắc Ninh để tranh giành ảnh hưởng và lãnh thổ. Đứng trước tình hình ấy triều đình Huế chủ trương "Nước ta ở giữa hai nước lớn. Đối với nước Thanh thì nước ta là kẻ phiên phục ngàn năm, theo nghĩa không thể nào đoạn tuyệt. Mà đối với Pháp lại là nước xa lửa gần, thế buộc không thể dừng được, chi bằng cứ đứng trung lập, đợi hai bên hành động thôi". Do thái độ đó của nhà Nguyễn, Pháp ngày càng lấn tới trong âm mưu chiếm Bắc Ninh.
Giữa Pháp và Trung Hoa xảy ra việc điều đình, nên mặc dù vẫn gửi viện binh, nhưng chính phủ Pháp đã chỉ thị cho Tổng tư lệnh ở Bắc Kỳ là chỉ được đánh chiếm thêm Bắc Ninh và Hưng Hóa mà thôi, vì nếu đánh lên nữa sẽ đụng độ với quân Thanh, không có lợi cho việc nghị hòa trên.
Để phòng xa sự quá tận tâm và hăng hái của tướng Courbet, ngày 16 tháng Giêng năm Giáp Thân (1884), chính phủ Pháp cử Thống tướng Charles Millot sang thay, còn Thiếu tướng Courbet được thăng lên Trung tướng, lo coi quản hải quân để phòng giữ mặt biển. Cùng đi theo tướng Charles Millot là hai thiếu tướng Louis Brière de l'Isle và François de Négrier và ba sĩ quan cấp tá.

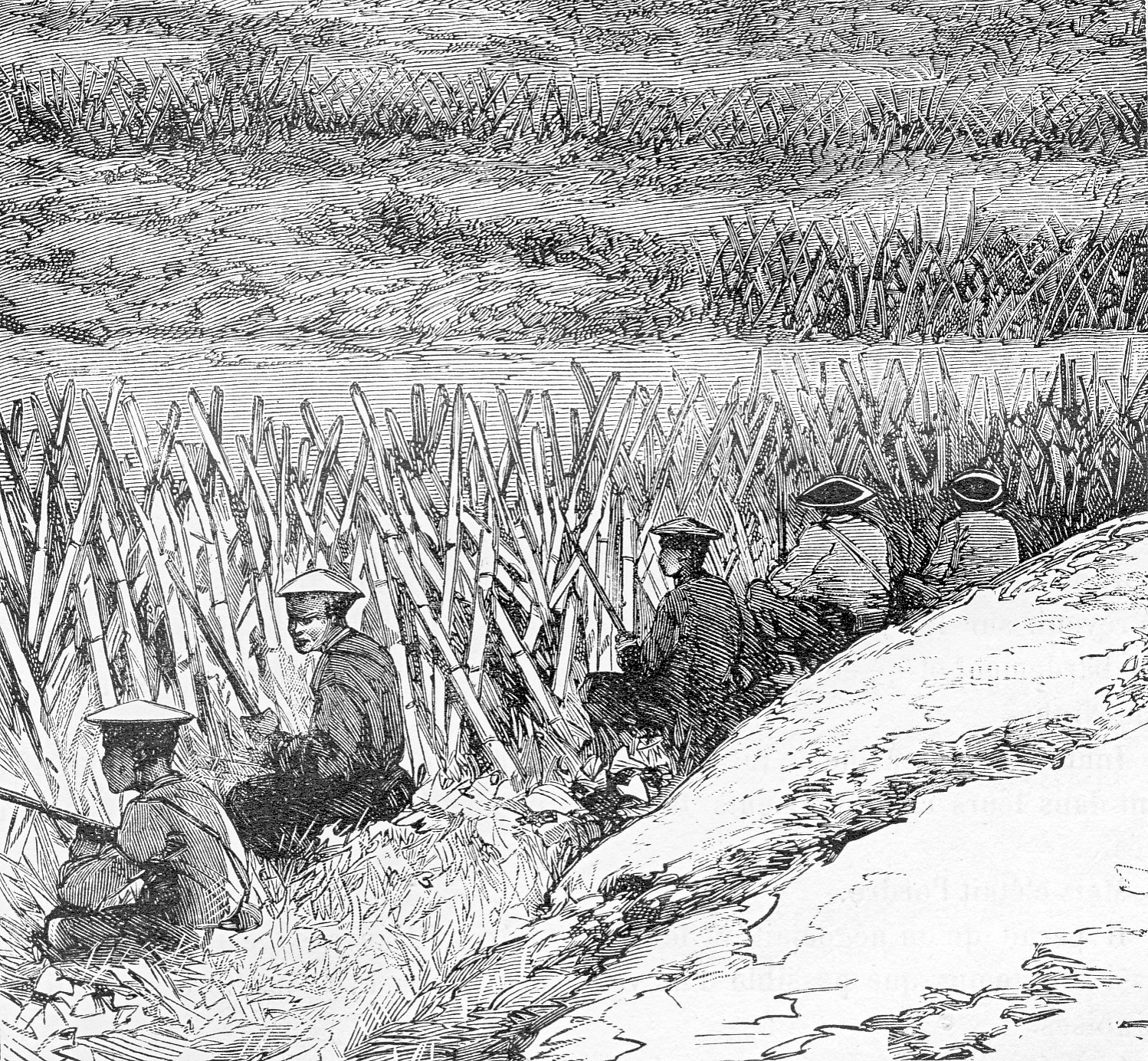
Quân Thanh phòng ngự trên đường cái quan phía tây nam thành Bắc Ninh. Tướng Millot tránh quân Thanh ở hướng này và đánh vào Bắc Ninh từ hướng đông nam

Ngày 12 tháng 2 năm 1884, tất cả viện binh từ quân cảng Toulon (Pháp) đã tới Bắc Kỳ. 
Nắm được hướng phòng thủ của quân đội triều đình và quân Mãn Thanh "... chủ yếu trên 
con đường từ Hà Nội đi Bắc Ninh chạy qua gần phủ Từ Sơn", Trung tướng Millot đã huy động một lực lượng 16.300 quân phiên chế thành hai lữ đoàn cơ động, những đơn vị đồn trú và trợ chiến. Một lữ đoàn ở bên hữu ngạn sông Hồng thì đóng ở Hà Nội, do thiếu tướng Brière de l'Isle chỉ huy; một lữ đoàn ở bên tả ngạn sông Hồng, thì đóng ở Hải Dương, do thiếu tướng De Négrier cai quản. Millot đã quyết định kế hoạch đánh chiếm Bắc Ninh như sau: Lữ đoàn I xuất phát từ Hà Nội, dựa vào hệ thống đồn lũy do Courbet xây dựng từ tháng 11 năm 1883; Lữ đoàn II xuất phát từ Hải Dương, nơi sẽ được Hải Phòng tiếp tế dễ dàng trong vòng 8 giờ bằng pháo hạm và thuyền.
Ngày 20 tháng 2 năm 1884, Pháp cho quân đánh lấy Phả Lại, nơi mà sông Cầu, sông Đuống và sông Lục Nam hội tụ nhau. Thấy phía Đông của mình bị uy hiếp, quân Thanh ở Bắc Ninh cố ra sức phản công liên tiếp trong hai tuần, nhưng vẫn không lấy lại được vị trí xung yếu này. Nhằm thực hiện triệt để chủ trương mà Courbet đã vạch ra "đánh chiếm Phả Lại chỉ là giai đoạn mở đầu cho các cuộc hành quân rộng lớn sau này", tướng Négrier đã dùng pháo thuyền thám thính sông Đuống, sông Thương tới ngã ba Phượng Nhỡn, sông Cầu tới sát chân núi Nham Biền.
Đầu tháng 3 năm 1884, sau khi giao việc phòng giữ và cai trị các tỉnh thành đã chiếm được cho đoàn khâm sai do Đoàn Văn Hội cầm đầu, tướng Charles Millot lại tiếp tục cuộc đánh chiếm, và mục tiêu lần này là thành Bắc Ninh. Phương án tác chiến đã được Millot duyệt y là: giải quyết hoàn toàn hệ thống bố phòng ở núi Và, núi Dạm và núi Rùa; phá vỡ tuyến phòng thủ Châu Cầu, Yên Định và Đạo Chân.

### Trận Bắc Ninh

Sơ đồ quân Pháp tiến đánh thành Bắc Ninh.

Trước ngày khởi đại binh, Pháp còn cho người đi thăm dò đường bộ, đường sông và giả vờ là sẽ cho quân qua sông Đuống (sông Thiên Đức) ở trước Hà Nội, để cho quân Thanh dồn nhiều quân phòng thủ mặt ấy.
Ngày 6-3, Lữ đoàn I tập kết tại bờ tây sông Hồng ở phía bắc Hà Nội, rồi dùng phà vượt sông trong ngày 7 với 5.000 quân và 4.500 dân phu người Việt. Lữ đoàn này tiến dọc theo bờ nam của con kênh rộng 80m mà họ gọi là Canal des Rapides (sông Đuống) để tránh bị quân Thanh công kích, hành binh thọc sườn quân Thanh phòng ngự dọc theo đường cái quan. Tới ngày 9, cánh quân này đã đến làng Xam. Cùng ngày, các pháo thuyền Éclair và Trombe đi từ Hải Dương tới hội binh với cánh quân này, mang theo vật liệu để làm cầu phao vượt kênh. Tới ngày 10, Lữ đoàn vượt kênh bằng cầu phao vào bờ bắc sông Đuống. Chiều ngày 11 tháng 3 Lữ đoàn II được lệnh tiến đến Xuân Hòa  để cắt đôi tuyến phòng thủ Trung Sơn - Cung Kiệm . Quân Pháp đóng lại tại vùng Quảng Lãm, Quế Dương (làng Chì), cách Bắc Ninh chỉ 20 km về phía đông nam.
Trong khi Lữ đoàn I hành binh thọc sườn quân Thanh, thì Lữ đoàn II của de Négrier's 2nd tiến từ Hải Dương tập kệt tại Phả Lại, giao điểm của sông Thái Bình and sông Cầu. Ngày 7 tháng 3 năm 1884 toàn bộ Lữ đoàn II mới tập kết đầy đủ ở Phả Lại. Tối ngày 7 tháng 3 một toán trinh sát thuộc Lữ đoàn II có pháo thuyền Lê-ô-pa đi hộ tống tiến tới chiếm Phá Lãng.
Ngày 8 tháng 3 nhiều trận đánh đã xảy ra ở Phá Lãng, Yên Định, Dưỡng Quyết, Đông Du. Lữ đoàn II tiến theo bờ nam sông Cầu, đánh vào các tiền đồn quân Thanh (tại Ne Ou và Do Son?). Một bộ phận quân Pháp gìm chân quân Thanh trên hướng chính diện, trong khi một lực lượng lớn quân Pháp đổ bộ bằng pháo thuyền sau lưng quân Thanh tại Phủ Lạng (Phá Lãng?). Thấy đường rút bị đe dọa, quân Thanh bỏ các đồn Ne Ou và Do Son, rút chạy về Bắc Ninh. Lữ đoàn II chiếm các đồn mà quân Thanh bỏ lại, mở rộng tuyến liên lạc ở hướng tây nam để bắt tay với Lữ đoàn I tại làng Chì.

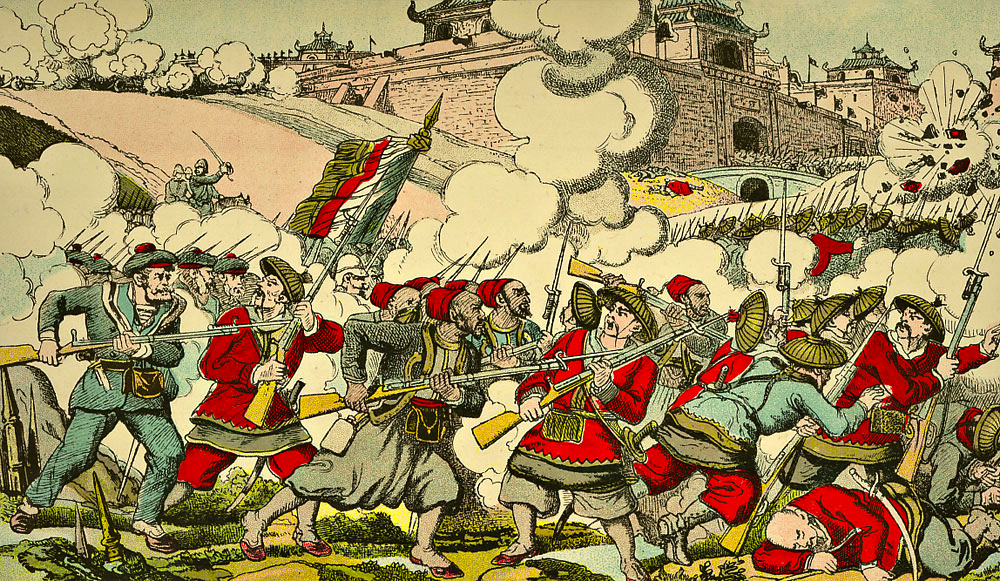
Tranh vẽ cảnh quân Pháp và quân Thanh giao chiến ở thành Bắc Ninh.

Hai cánh quân của Pháp hội binh, chuẩn bị đánh vào các vị trí quân Thanh ở phía đông nam Bắc Ninh. Lúc 8h sáng ngày 12 tháng 3 Lữ đoàn II do tướng Négrier chỉ huy ở cánh phải gồm lính Lê Dương và lính bộ binh vấp phải chiến tuyến Lãm Sơn Nam  kéo dài gần 2 km. 10h sáng ngày 12 chiến sự rộ lên ở nhiều nơi, nhất là ở Lãm Sơn Nam, Lãm Sơn Đông. Quân Pháp được thỏa sức vãi đạn để uy hiếp và giữ vững trận địa chờ Lữ đoàn I chi viện. Mặt khác, Négrier cho 4 đại đội ghìm chân và lôi kéo sự chú ý ở Lãm Sơn Nam, còn toàn bộ quân ngụy trang đi theo các lùm tre đến làng Xuân Hòa (mà người Pháp gọi là Keroi, có lẽ là phiên âm từ Kẻ Rọi) nhưng lập tức cũng vấp phải một hệ thống hàng rào rậm rạp, những bức tường đất cắm nhiều chông tre vót nhọn chồng chéo lên nhau kéo dài tới 300 mét.
Tại làng Xuân Hòa pháo binh của Pháp đã nã đạn dữ dội vào tuyến phòng thủ thứ nhất, dọn đường cho tiểu đoàn lê dương tấn công. Quân Thanh tại đây kháng cự lại quân Pháp quyết liệt hơn ở cánh trái, buộc quân Pháp phải tuốt lưỡi lê xung phong. De Négrier dùng tiểu đoàn 143 bộ binh và tiểu đoàn 2 Lê Dương tấn công. Quân Pháp được lệnh không được bắn cho tới khi họ chỉ còn cách vị trí quân địch không quá 250m, và hai tiểu đoàn quân Pháp lội qua ruộng lúa ngập nước tới tận thắt lưng dưới làn đạn quân Thanh cho tới khi tới khoảng cách đã định. Quân Pháp đồng loạt nổ súng, vài loạt đạn của quân Pháp áp đảo hỏa lực quân Thanh bắn ra. Thiếu tá Colonel Jacques Duchesne, người sau này sẽ chinh phục Madagascar, dẫn quân xung phong đánh vào các vị trí quân Thanh. Sau một cuộc xáp chiến ngắn, quân Thanh rút chạy hỗn loạn.
Trong khi đó tại cánh trái, lính Bắc Phi của Godon và lính hải quân bộ chiến của Coronnat thuộc Lũ đoàn I của Brière de l'Isle đánh vào quân Thanh tại làng Trung Sơn. Từ trên khinh khí cầu Cuvenlie thông báo tình hình chiến sự cho Lữ đoàn I. Tướng Brière de l'Isle cho nã pháo về phía núi Con Rùa , Lãm Sơn Nam và đưa toàn bộ 8.500 quân về hướng ấy. Quân Thanh kháng cự yếu ớt, tháo chạy khỏi các vị trí phòng thủ của mình trước khi quân Pháp đánh tới nơi. Tướng Mãn Thanh Hoàng Quế Lan cùng với quân đội rút bỏ phòng tuyến. Như vậy tới trưa ngày 12 tháng 3 quân Pháp chiếm được các điểm cao, tập trung pháo binh bắn vào Quả Cảm và xung quanh thành Bắc Ninh.

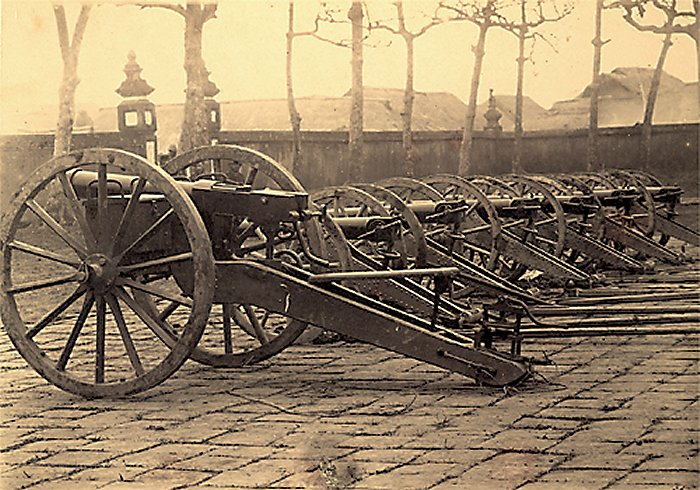
Súng ống của quân Thanh bị quân Pháp tịch thu.

Trên sông Cầu các pháo thuyền vấp phải Lũy Bường, mới chỉ phá được những mảng tường đầu tiên. Lũy Bường gồm một loạt các lũy nhỏ áp sát bên tả ngạn sông Cầu đối diện với Xuân Hòa, ở đó bố trí nhiều dàn pháo để chặn tàu tiến ngược theo sông Cầu. Trong khi bộ binh của de Négrier còn đang đánh tại Keroi (Xuân Hòa) thì các pháo thuyền của de Beaumont vượt qua bãi cọc ngăn sông tại Lũy Bường, rồi ngược dòng tiến về Đáp Cầu và Phú Cẩm.
Tới 16:00 giờ, bộ binh của Lữ đoàn II và số lính hải quân vũ trang trên các pháo thuyền hội binh tại Đáp Cầu, phía đông thành Bắc Ninh. De Négrier hạ lệnh cho tiểu đoàn Lê Dương số 2 đánh vào đồn quân Thanh tại Đáp Cầu, nhưng lính thủy của de Beaumont nhanh chân hơn đã đánh chiếm đồn trước.
Hai lữ đoàn quân Pháp cho đặt tất cả đại bác trên đồi cao chung quanh mục tiêu rồi nhất loạt bắn dữ dội vào phía trong thành. Quân Thanh hoảng loạn, mất tinh thần khi thấy quân Pháp chiếm được cao điểm Đáp Cầu. Đường rút lui của quân Thanh về Lạng Sơn bị uy hiếp, các đồn Keroi, Lạng Bưởi, và Đáp Cầu bị đánh hạ nhanh chóng, đồng thời pháo binh Pháp bắn phá rất chính xác các vị trí quân Thanh. Quân Thanh giờ chỉ lo tháo chạy thoát thân về Lạng Sơn trước khi quân Pháp cắt đứt đường rút lui. Tuyến phòng ngự của quân Thanh trên hướng Lữ đoàn II sụp đổ. Cùng lúc, cuộc rút chạy hỗn loạn của quân Quảng Tây trên cánh trái cũng đặt cánh phải quân Thanh ở phía nam Bắc Ninh vào tình thế hiểm nghèo, cánh quân này vốn đã bị Brière de l'Isle đánh một đòn đau, nay càng mất tinh thần. Các tướng Thanh chỉ huy cánh phải thấy mặt trận tan vỡ ở cánh trái, và bản thân họ cũng phải đối diện với nguy cơ bị bao vây nếu họ tiếp tục ở lại vị trí của mình lâu hơn. Quân Thanh ngay lập tức nhổ trại chạy về Bắc Ninh. Tới 17:00 giờ, quân Pháp tại đồn Đáp Cầu thấy cờ quân Thanh còn bay trên cột cờ bát giác trên thành Bắc Ninh, nhưng khoảng giữa thành Bắc Ninh với Đáp Cầu và Trung Sơn đông nghẹt quân Thanh bỏ chạy hoảng loạn. Quân Thanh vượt sông Cầu rút chạy về Thái Nguyên. Tối hôm ấy, 17 giờ 50 phút quân Pháp chiếm được thành Bắc Ninh.
Lưu Vĩnh Phúc hay tin mang quân qua ứng cứu, nhưng vừa đến nơi thì thành Bắc Ninh vừa mất, nên về lại Hưng Hóa. Trong khi đó, Trương Quang Đản đóng quân ở Tiên Du vẫn án binh bất động, rồi đến khi thành mất, ông toan kéo quân về đóng nhưng Pháp không cho nên đành đến cắm trại ở huyện An Phong.
Sau Sơn Tây, Bắc Ninh, quân Pháp sẽ lần lượt đánh chiếm Thái Nguyên, Hưng Hóa, và Tuyên Quang. Để rồi từ những thắng lợi này, ngày 6 tháng 6 năm 1884, chính phủ Pháp đã buộc triều đình Huế ký thêm Hòa ước Patenôte gồm 19 khoản, đặt cơ sở cho quyền đô hộ của Pháp tại Việt nam.
Trước khi Pháp chiếm, tỉnh lỵ của Bắc Ninh mới chỉ là một dãy phố trải dọc theo con đường trạm đá khoảng 1500 mét (Ảnh dưới bên trái), chủ yếu là hơn 1500 người Hoa trú ngụ, còn quan lại và chính quyền đóng trong thành. Năm 1892, tám năm sau khi Pháp chiếm Bắc Ninh, nhà thờ lớn của Tòa giám mục dòng Dominicain được xây dựng ở Bắc Ninh, kiến trúc đẹp và hoành tráng vẫn còn giữ đến ngày nay (Ảnh dưới bên phải). Tòa giám mục này cai quản các địa phận đạo Thiên Chúa cả một vùng Bắc Ninh, Bắc Giang, Thái Nguyên, Vĩnh Yên, Phúc Yên và một phần của Hải Dương, Phú Thọ.

### Thiệt hại
Kết thúc trận đánh chiếm, theo Thomazi (1934) thì con số thiệt hại của đôi bên như sau:
- Bên quân Thanh: 100 chết và 400 bị thương.
- Bên quân Pháp: 9 chết và 39 bị thương.

Nhưng theo Trần Trọng Kim, thì quân Pháp có tám người chết và 40 bị thương. Phạm Văn Sơn, trong Việt sử tân biên, ghi tương tự, nhưng còn cho biết thêm là trên đường tháo chạy về Thái Nguyên (vì Pháp đã cho chặn đường về Lạng Sơn), quân Thanh đã bỏ lại nhiều súng ống, đạn dược và hàng trăm khẩu đại bác.

## Bàn luận

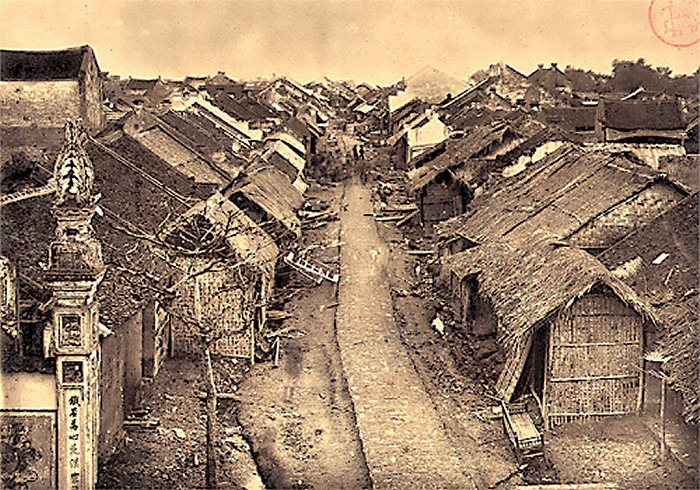
Tỉnh lỵ Bắc Ninh sau ngày thất thủ.

Thành Bắc Ninh nằm ở giữa cánh đồng, chung quanh có một số đồi núi không cao không thấp. Ở những nơi ấy đều có đồn canh phòng, nhưng được trang bị rất sơ sài.
GS. Trần Văn Giàu kể có lần, tướng Lưu Vĩnh Phúc đến thành Bắc Ninh, thấy tướng Hoàng Quế Lan"ngày đêm vui chơi như cảnh thái bình...không để ý gì cả", thì khuyên nên lo việc phòng thủ ở các cao điểm, nhưng ông tướng này sau đó vẫn cứ lơ là.
Còn tướng Sầm Dục Anh, từ Vân Nam được lệnh kéo quân xuống Hưng Hóa, để hỗ trợ tướng Hoàng Quế Lan giữ thành Bắc Ninh. Nhưng khi thành bị quân Pháp tấn công, Sầm Dục Anh vẫn nằm yên không đến cứu. GS. Giàu nhận xét: Các ông tướng nhà Thanh không kém các ông tướng của triều đình Huế về cái tật "địa phương chủ nghĩa".